# 大野山町
大野山町（おおのやまちょう）は、愛知県愛西市にある地名。字が18ある。

## 地理
旧佐織町域北西部に位置する。集落は町域東端に偏り、旧日光川の右岸自然堤防上に形成されており、それ以外は水田が広がる。その境を名鉄尾西線が通過する形になっている。弥生時代から奈良時代の遺物が出土している。東は稲沢市平和町、西は西川端町、南は草平町・稲沢市平和町、北は渕高町に接する。

### 字一覧
（配列は五十音順・読みはYahoo!地図による）
- 尾中瀬（おなかせ）
- 御納戸（おなんど）
- 海東（かいとう）
- 狐穴（きつねあな）
- 郷西（ごうにし）
- 郷東（ごうひがし）
- 新阿原（しんあわら）
- 新九郎新田（しんくろうしんでん）
- 坪田（つぼた）
- 中之割（なかのわり）
- 西之割（にしのわり）
- 八兵衛山（はちべえやま）
- 弁才天（べんざいてん）
- 三日月（みかづき）
- 海用（みよう）
- 元余代（もとよしろ）
- 山中（やまなか）
- 余代（よしろ）

「葭代」の転訛という。

## 歴史

### 町名の由来
大野山の「山」は真菰山・葭山であり、ヨシなどの植物が生い茂っていたことに由来するという。

### 沿革
- 1605年（慶長10年）4月 - 尾張国萱津より移住した石田市右衛門康岡[2]により開墾。1666年（寛文6年）の津島五ケ所新田年貢免状（『佐織町史資料編2』「祖父江家文書」による）に大野山新田村の名がみえる[1]。
- 1878年（明治11年） - 村の東に位置した新九郎新田村を吸収合併[1]。
- 1882年（明治15年） - 西川端学校分校として大野山学校が設置される[1]。
- 1889年（明治22年） - 川淵村大字大野山新田となる[1]。
- 1892年（明治25年） - 大野山学校が川淵尋常小学校に併合される[1]。
- 1906年（明治39年） - 佐織村大字大野山新田となる[1]。
- 1939年（昭和14年） - 佐織町大字大野山新田となる[1]。
- 2005年（平成17年）4月1日 - 愛西市大野山町となる。

## 世帯数と人口
2019年（令和元年）5月1日現在の世帯数と人口は以下の通りである。
| 町丁     | 世帯数  | 人口    |
| -------- | ------- | ------- |
| 大野山町 | 354世帯 | 1,003人 |

### 人口の変遷
国勢調査による人口の推移
| 2005年（平成17年） | 1,076人 | [ WEB 5 ] |  |
| 2010年（平成22年） | 1,110人 | [ WEB 6 ] |  |
| 2015年（平成27年） | 1,065人 | [ WEB 7 ] |  |

## 小・中学校の学区
市立小・中学校に通う場合、学区は以下の通りとなる。
| 字 | 小学校               | 中学校               |
| --- | -------------------- | -------------------- |
| 御納戸、元余代、余代                                                                                              | 愛西市立西川端小学校 | 愛西市立佐織西中学校 |
| 尾中瀬、河原縁、郷西 郷東、海東、狐穴 新阿原、新九郎新田、坪田 中之割、西之割、八兵衛山 弁才天、三日月、海用 山中 | 愛西市立草平小学校   | 愛西市立佐織西中学校 |

## 交通

### 鉄道
- 町域を名鉄尾西線が南北に通過するが駅はない。

### バス
- 愛西市巡回バス（2020年4月1日現在）[3]

|     | 停留所名       | 座標                                   | ルート |
| --- | -------------- | -------------------------------------- | ------ |
| 92  | 愛西の里さおり | 北緯35度12分28.5秒 東経136度43分23.3秒 | 佐織北 |
| 101 | 余代           | 北緯35度12分33.8秒 東経136度43分48.2秒 | 佐織北 |

### 道路
- 愛知県道126号給父西枇杷島線

## 施設
- 愛西市障害者就労支援施設愛西の里さおり[北緯35度12分29.7秒 東経136度43分23.7秒]

### 宗教・信仰
- 観音教会[北緯35度12分16.2秒 東経136度43分22秒]

大野山観音教会とも称する単立寺院。
- 真宗大谷派聖徳山太子寺[北緯35度12分15.4秒 東経136度43分27.9秒]

字中之割42に所在する。1708年（宝永5年）、松山中嶋輪中に高須真宗寺第8世正順が創建した寺院。1893年（明治26年）、河川改修に伴い廃村となり、当地に移転再興した。
- 須佐之男社[北緯35度12分19.4秒 東経136度43分42.1秒]

字狐穴3に鎮座。祭神は社名の通り須佐之男命。当地を開拓した石田市右衛門が1606年（慶長11年）、天王社を勧請したもの。神職がなかったため海東郡津島村の山伏大蔵坊なる人物に依頼して神事を行っていたが、元禄年間の智昌院なる山伏が不正をしていた疑いにより追放されたため、以降津島村の服部左源太夫の弟治太夫別家が移住し祭祀を行ったという。創建以来村の西方に所在したが、1757年（宝暦7年）の水害により現在地に遷ったという。1872年（明治5年）村社に列せられる。1879年（昭和12年）社殿を新築。
- 八幡神社[北緯35度12分41秒 東経136度43分42.6秒]

字御納戸2に鎮座。祭神は応神天皇。1872年（明治5年）村社に列せられる。大正年間に知多郡半田町に遷す計画が決定したが、神のお告げがあり中止となった。
- 鳳凰山一乗院

天台宗の寺院。元は甚目寺の塔頭。神仏分離により荒廃していたため、1912年（大正元年）移転復興したものだったが、現存しない。

## その他

### 日本郵便
- 郵便番号 : 496-8017[WEB 2]（集配局：津島郵便局[WEB 9]）。

### WEB
1. 1 2  “人口・世帯数（佐織地区）” (PDF).   愛西市 (2019年5月1日). 2019年5月14日閲覧。
2. 1 2  “郵便番号”.  日本郵便. 2019年5月13日閲覧。
3. ↑  “市外局番の一覧”.   総務省. 2019年5月13日閲覧。
4. ↑  Yahoo!地図 愛西市大野山町2013年9月15日閲覧。
5. ↑  総務省統計局 (2014年6月27日). “平成17年国勢調査の調査結果(e-Stat) - 男女別人口及び世帯数 －町丁・字等”. 2019年3月23日閲覧。
6. ↑  総務省統計局 (2012年1月20日). “平成22年国勢調査の調査結果(e-Stat) - 男女別人口及び世帯数 －町丁・字等”. 2019年3月23日閲覧。
7. ↑  総務省統計局 (2017年1月27日). “平成27年国勢調査の調査結果(e-Stat) - 男女別人口及び世帯数 －町丁・字等”. 2019年3月23日閲覧。
8. ↑  “小・中学校”.   愛西市. 2019年5月14日閲覧。
9. ↑  “郵便番号簿 2018年度版” (PDF).   日本郵便. 2019年5月8日閲覧。
10. “愛知県愛西市の町丁・字一覧”.   人口統計ラボ. 2019年5月14日閲覧。

### 文献
1. 1 2 3 4 5 6 7 8 9 10 11  「角川日本地名大辞典」編纂委員会 1989, p. 288.
2. 1 2 3 4 5  佐織町史編さん委員会・佐織町史調査編集委員会 1989, p. 506.
3. ↑  愛西市. “愛西市巡回バス”. 2024年4月9日閲覧。
4. 1 2 3 4  佐織町史編さん委員会・佐織町史調査編集委員会 1989, p. 578.
5. 1 2  佐織町史編さん委員会・佐織町史調査編集委員会 1989, p. 577.
6. ↑  佐織町史編さん委員会・佐織町史調査編集委員会 1989, p. 505.